# Deutsche Küche

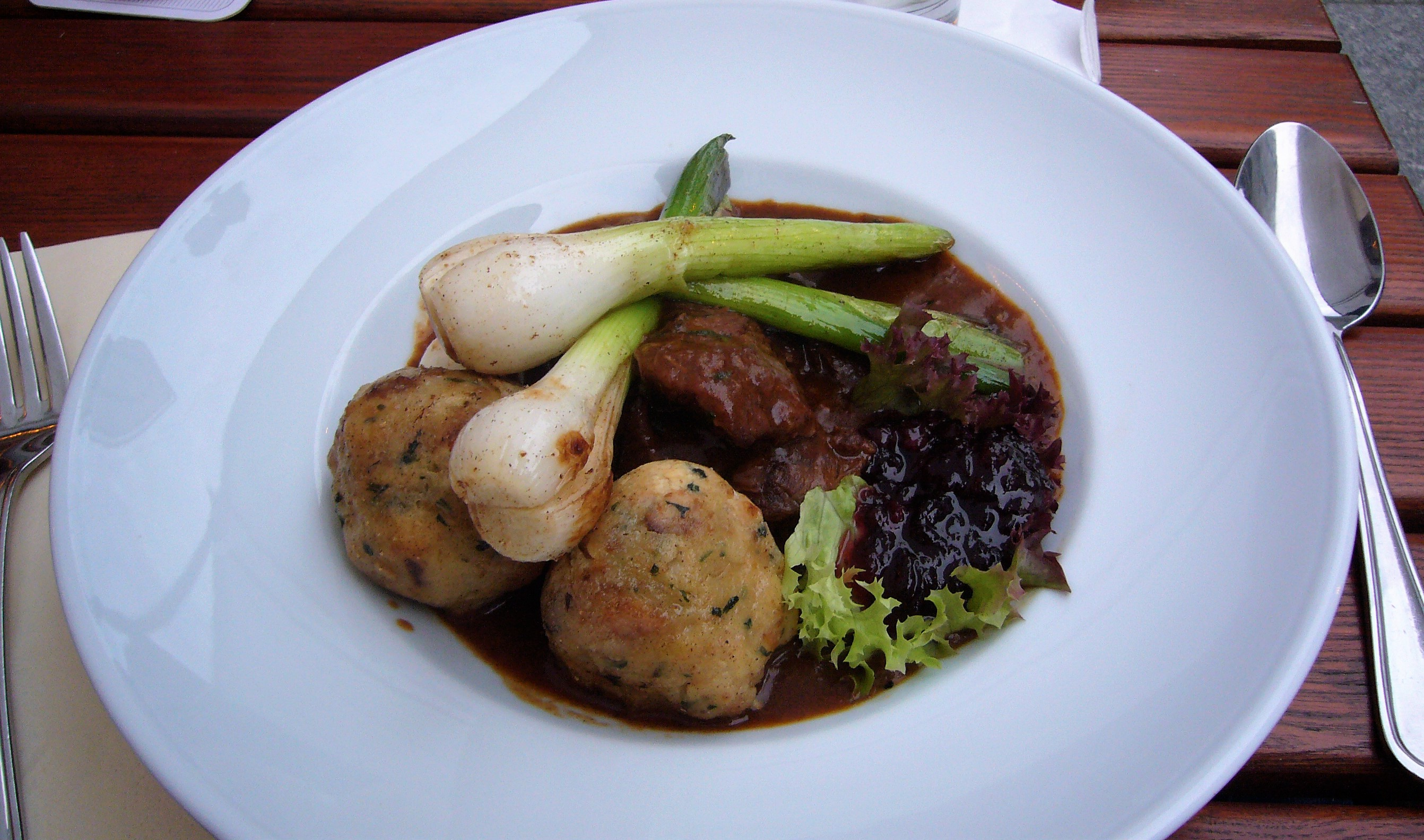
Traditionelles „deutsches Wildgericht“ in „etwas leichterer Version“: Hirschgulasch mit Semmelknödeln, sautierten Lauchzwiebeln und Preiselbeersauce

Die Küche Deutschlands ist gekennzeichnet durch starke regionale Unterschiede und an den Außengrenzen historisch bedingt geprägt durch die Einflüsse der Küche der Nachbarländer (z. B. Frankreich, Österreich, Polen, Schweizer Küche). Starke Regionalküchen gibt es auf den Gebieten ehemals eigenständiger deutscher Staaten (Baden, Bayern, Sachsen) und Großregionen (Franken, Schwaben, Rheinland).

## Mahlzeiten
Typisch ist eine sättigende Mahlzeit am Morgen, das Frühstück. Traditionell war die Hauptmahlzeit des Tages das Mittagessen, das etwa zwischen 12 und 14 Uhr eingenommen wird. Am Nachmittag wird häufig eine Zwischenmahlzeit verzehrt, die beispielsweise aus Kaffee und Gebäck bestehen kann. Das Abendessen war früher eine meist kleinere Mahlzeit, die oftmals nur aus ein paar belegten Brotscheiben bestand. Heute ist das Abendessen oft die Hauptmahlzeit des Tages.

## Speisen

### Fleisch
Der Fleischkonsum liegt in Deutschland bei etwa 60 kg im Jahr pro Person; 59 % entfallen dabei auf Schweinefleisch, das häufig als Wurst verzehrt wird. Mit 22 % liegt der Verzehr von Geflügel (hauptsächlich Huhn) vor Rindfleisch und Kalbfleisch mit 16 %. Andere Fleischsorten spielen in der Küche keine Rolle, werden aber als Spezialitäten verzehrt.
Als typisches Gericht gilt Schweinebraten aus der Keule und Rücken. Diese werden sowohl frisch als auch gepökelt zubereitet, wobei Kasselerstücke sehr verbreitet sind. Schweinefüße werden sowohl gekocht als auch geschmort unter den regionalen Bezeichnungen Eisbein und Haxe angeboten. Hackfleischgerichte sind als Hackbraten, Frikadellen und Klopse (Königsberger Klopse) sehr verbreitet.
Als Wurstgerichte gehören zur deutschen Küche vor allem Speisen mit Blutwurst und Leberwurst, einzeln oder als Kombination bei der Schlachtplatte. Leberkäse ist in Süddeutschland sowohl als Imbissgericht als auch Fleischbeilage verbreitet. Zu den Imbissgerichten gehören auch portionierte und erwärmte Brühwürste und Rohwürste wie Bockwurst, Frankfurter und Wiener Würstchen sowie Knackwurst. Ebenso gehören Bratwurst und Currywurst zur Küche.
Neben Kalbs- und Rostbraten gehören Rinderrouladen zu den Standardgerichten. Für Gulasch werden häufig mehrere Fleischsorten kombiniert. Ebenfalls wird für Hackfleischgerichte gemischtes Hack aus Rind- und Schweinefleisch verwendet. Gekochte und geschmorte Rinderbrust hat wie andere Kochfleischspeisen stark an Bedeutung verloren.
Geflügel wird meist in der Form von Brathähnchen, in Ostdeutschland vorrangig Broiler genannt, verzehrt. Daneben wird entbeintes Hühner- und Putenfleisch für viele Gerichte wie Frikassee verwendet. Als Festtagsgerichte sind die Weihnachtsgans und Martinsgans üblich.
Als Besonderheit der deutschen Küche gilt der Verzehr von rohem zerkleinertem Fleisch in verschiedenen Gerichten. Aus Schwein wird es regional Mett und Hackepeter genannt, aus Rind Schabefleisch und Tatar, das sich teilweise im Fettgehalt unterscheidet.

### Fisch und Meeresfrüchte
Der Fischkonsum liegt in Deutschland bei durchschnittlich 14 kg im Jahr und pro Person. Knapp zwei Drittel entfallen dabei auf Seefisch, ein Viertel auf Süßwasserfisch und gut 10 % auf Meeresfrüchte. Am häufigsten werden Alaska-Seelachs, Atlantischer Kabeljau, Lachs, Hering und Makrele verzehrt. Aus einheimischen Gewässern werden meist als Zuchtfische Forelle, Zander und Karpfen angeboten. Andere Arten wie Aal, Barsch und Hecht haben nur beim Angelsport eine Bedeutung.
Fisch wird häufig als konserviertes Fischerzeugnis wie Thunfisch oder als Räucherfisch verzehrt. Auch Salzhering und Matjes werden angeboten. Lediglich 5,2 kg werden als Frischfisch oder tiefgekühlt in der Küche zubereitet. Dabei sind sowohl die gebratene Zubereitung wie beispielsweise als Müllerinart (mehliert und gebraten) als auch Kochen oder das Blaukochen in gesäuerter Kochflüssigkeit üblich. Einen weiteren Anteil nehmen Surrogate wie Lachsersatz, Deutscher Kaviar oder „Forellenkaviar“ ein. Spezialitäten sind Weihnachtskarpfen, Maischolle und Aal grün.

### Gemüse
Gemüse wird häufig in Eintopfgerichten verzehrt und als Beilage serviert. Das Gemüse, das hierbei mit Abstand am häufigsten verwendet wird, sind Kartoffeln (Pro-Kopf-Verbrauch rund 65 kg im Jahr), gefolgt von Tomaten mit 10 kg pro Kopf und Jahr und Möhren mit 7,8 kg pro Kopf im Jahr. Gurken und Zwiebeln kommen in Deutschland mit jeweils jährlich rund 6,2 kg pro Kopf häufig auf den Tisch. Es gibt zudem eine Reihe klassischer deutscher Gerichte, in denen Erbsen, Bohnen und verschiedene Kohlsorten verarbeitet werden.

### Beilagen

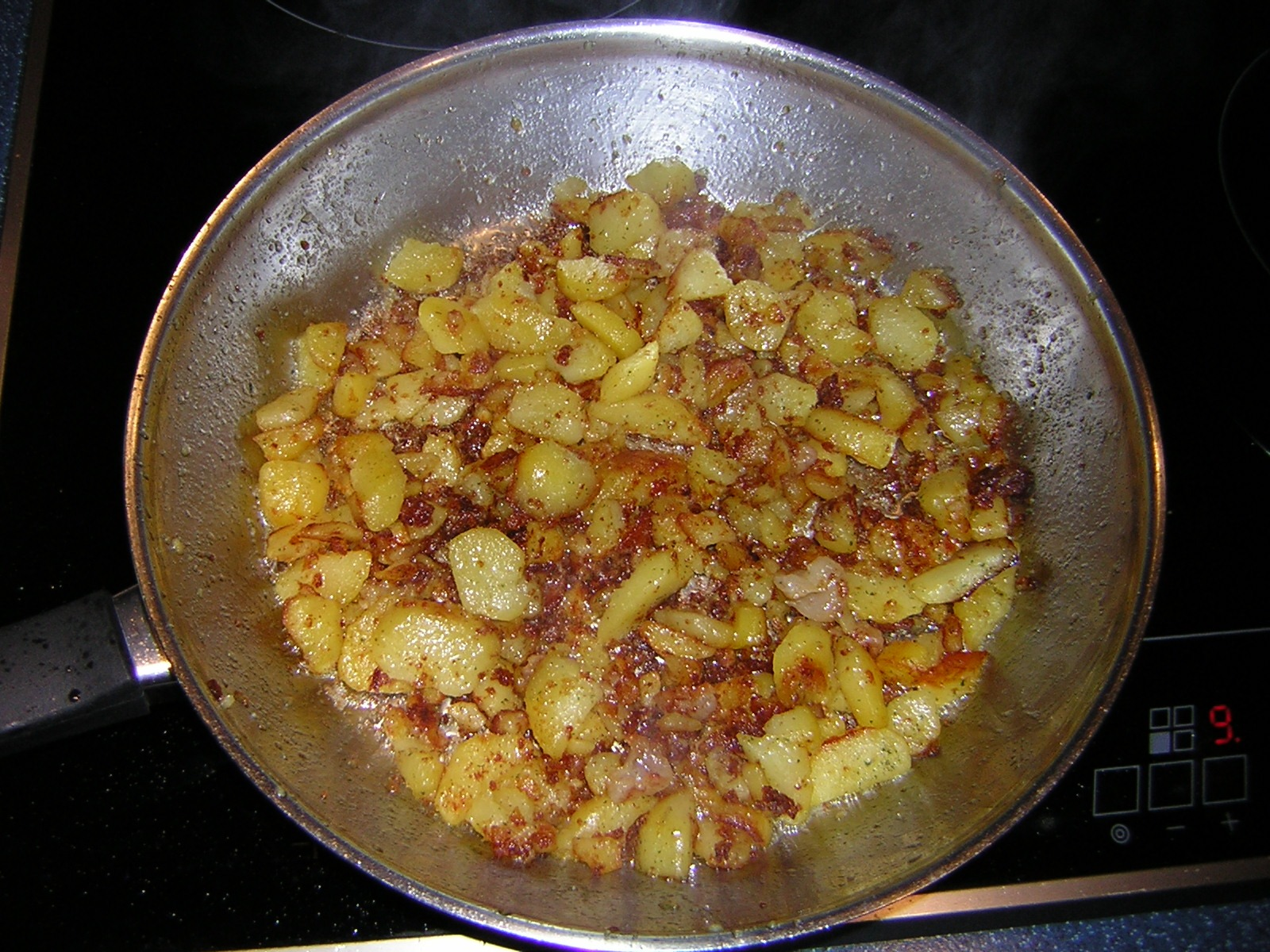
Bratkartoffeln

In Restaurants in Deutschland sind – anders als in Großbritannien oder Italien – die Beilagen in der Regel im Gesamtpreis eines Essens enthalten.
Die wichtigste Beilage ist die Kartoffel. Es gibt sie in vielen Variationen, wie als Salzkartoffeln, Pellkartoffeln, Knödel, Kartoffelpuffer, Bratkartoffel, Kroketten oder Kartoffelpüree. In Mensen und Schnellrestaurants werden große Mengen Pommes frites als Beilage oder als Hauptgericht verzehrt.
Auch Reis wird, besonders zu Fisch und Geflügel, als Sättigungsbeilage genommen.
Deutsche Nudeln enthalten häufig Ei. Im südlichen Teil des Landes werden meistens Spätzle als Beilage verwendet, die eine große Menge Eigelb enthalten.

### Gewürze und Würzmittel

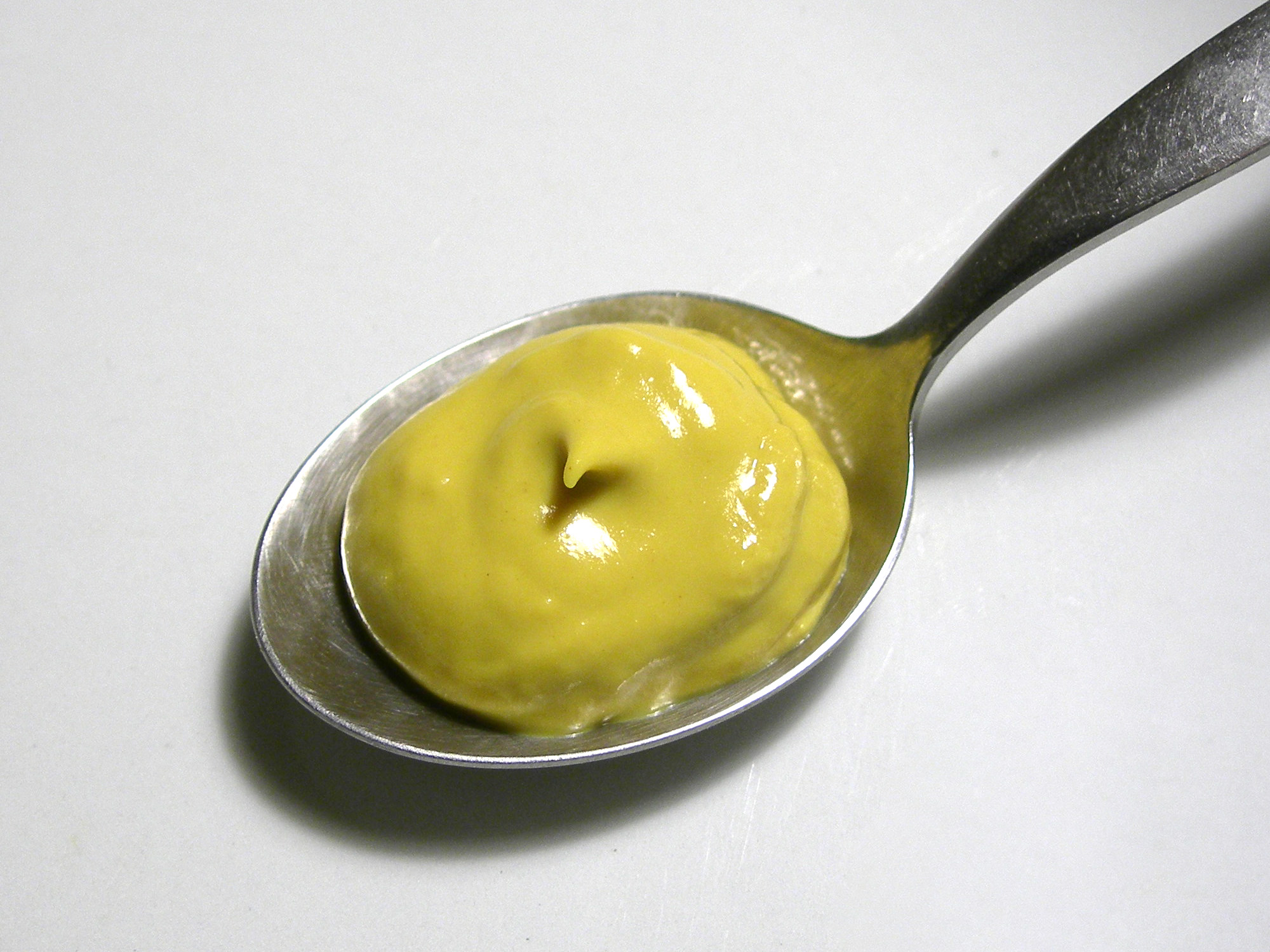
Tafelsenf

Die Basis des Würzens in der deutschen Küche bildet Speisesalz, das traditionell aus Solequellen und Salzbergwerken gewonnen wird. Gesüßt wird meist mit Zucker aus der Zuckerrübe, seltener mit anderen Zuckerarten, Honig oder Zuckerrübensirup.
Wichtige einheimische Geschmacksgeber sind Meerrettich und Tafelsenf. Je nach Region wird Most, Wein oder Essig als Säure in Speisen verwendet. Wichtigstes Würzgemüse ist die Speisezwiebel, die in einigen Rezepten mit Knoblauch ergänzt wird. Häufig verwendete Kräuter sind Majoran, Thymian, Bohnenkraut, Liebstöckel, Kümmel und Wacholder (meist in getrockneter Form) sowie Petersilie, Schnittlauch und Dill (frisch oder getrocknet).
Seit der europäischen Expansion im 16. Jahrhundert werden viele Gewürze aus Asien, Amerika und dem südlichen Afrika importiert und zum Kochen verwendet. Am verbreitetsten ist Schwarzer und Weißer Pfeffer. Gewürzpaprika wurde erfolgreich in südlicheren Lagen Europas kultiviert und wird hauptsächlich als edelsüßer Paprika verwendet. Häufig verwendete Gewürze sind außerdem Piment, Muskatnuss und Gewürznelke. Aus dem Mittelmeerraum wurden Lorbeer, Rosmarin, Basilikum und Oregano sowie typische mediterrane Gerichte übernommen (siehe auch französische Küche, italienische Küche, griechische Küche, türkische Küche und spanische Küche).

### Milchprodukte
Deutschland ist eines der Länder, in denen Milchprodukte die größte Vielfalt erreichen. Neben verschiedensten Käsesorten, unter denen Sauermilchkäse wie Harzer Käse zu finden sind, gibt es viele verschiedene Sorten Quark, Joghurt, Buttermilch und Dickmilch.

### Brot und andere Backwaren

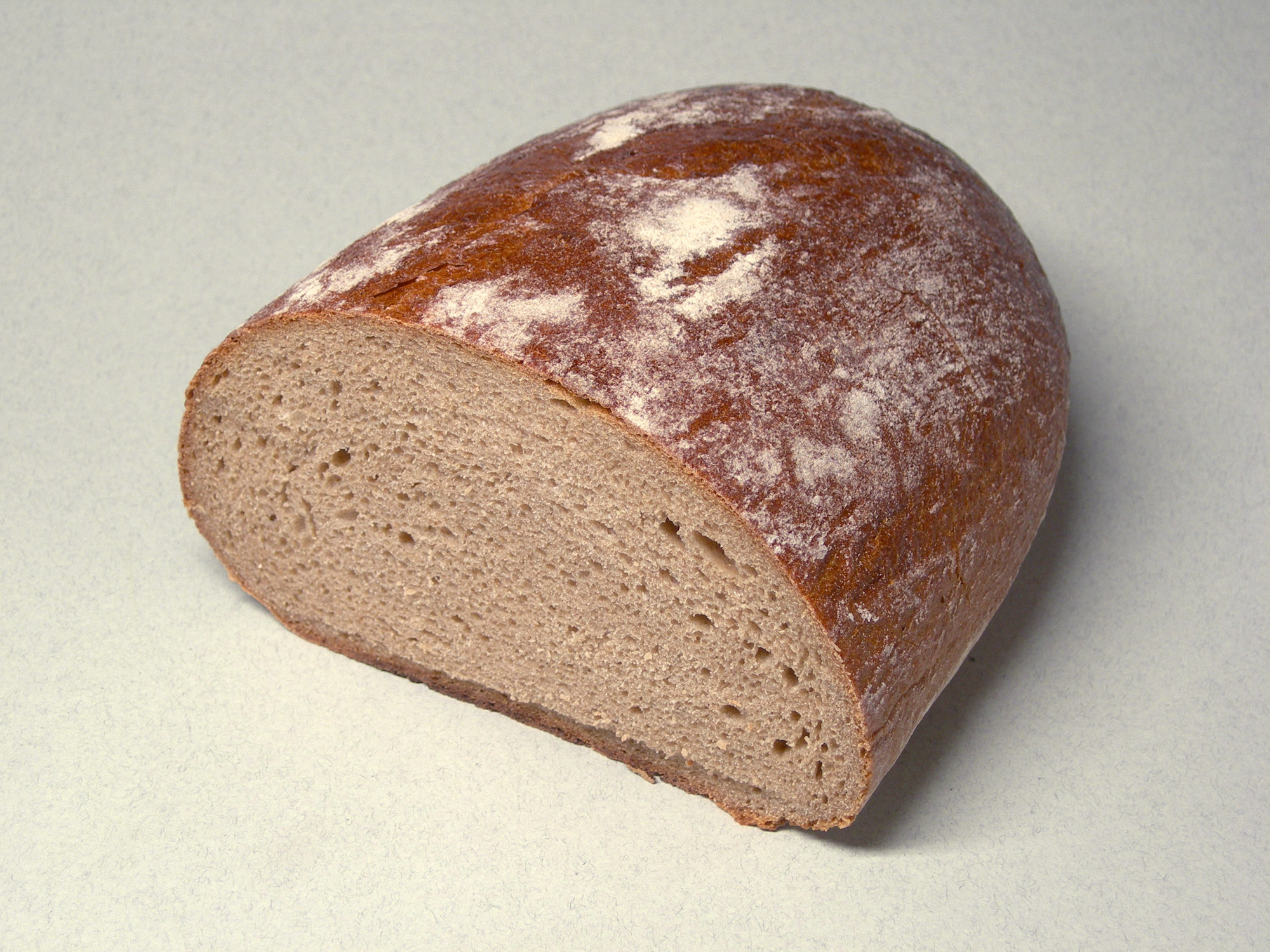
Deutsches Roggenmischbrot

In Deutschland gibt es viele Brot- und Brötchensorten, traditionell vor allem Grau- und Schwarzbrotsorten (u. a. Pumpernickel, Mischbrot, Vollkornbrot usw.) sowie das vorwiegend im süddeutschen Raum verbreitete Laugengebäck, zu dem auch die Brezel gehört. Es sind auch zahlreiche Weißbrotsorten im Angebot. Seit 2014 führt die UNESCO die deutsche Brotkultur als Immaterielles Kulturerbe. Typisch sind auch Kleingebäcke wie Brötchen.
Es gibt zahlreiche Variationen von Kuchen und Torten, die meist mit frischen Äpfeln, Pflaumen, Erdbeeren, Kirschen oder Rhabarber gebacken werden. Käsekuchen ist ebenfalls eine beliebte Variante. Eine Torte, die als sehr typisch gilt, ist die Schwarzwälder Kirschtorte, bestehend aus einem dunklen Schokoladenteig, Kirschen und Sahne. In der Weihnachtszeit werden Stollen gebacken. Der Dresdner Christstollen wird als Spezialität in ganz Deutschland verkauft. Daneben gibt es diverse Kleingebäcke, die oft nur in bestimmten Regionen bekannt sind, wie etwa die Eierschecke in Sachsen oder Mohnkranzlänge in Niederschlesien.

### Desserts
Ein typisch deutsches Dessert ist der Pudding in verschiedenen Variationen, z. B. als Vanille- oder Schokoladenpudding. Beliebt ist die Rote Grütze, die aus verschiedenen Beerensorten besteht und mit Stärke angedickt wird. Weitere Desserts, die aus Früchten hergestellt werden, sind Kompott und Apfelmus. Seit sich ab den 1920er Jahren von Italienern betriebene Eisdielen als erste ausländische Lokale im Lande verbreiteten, ist auch Speiseeis beliebt.

## Getränke

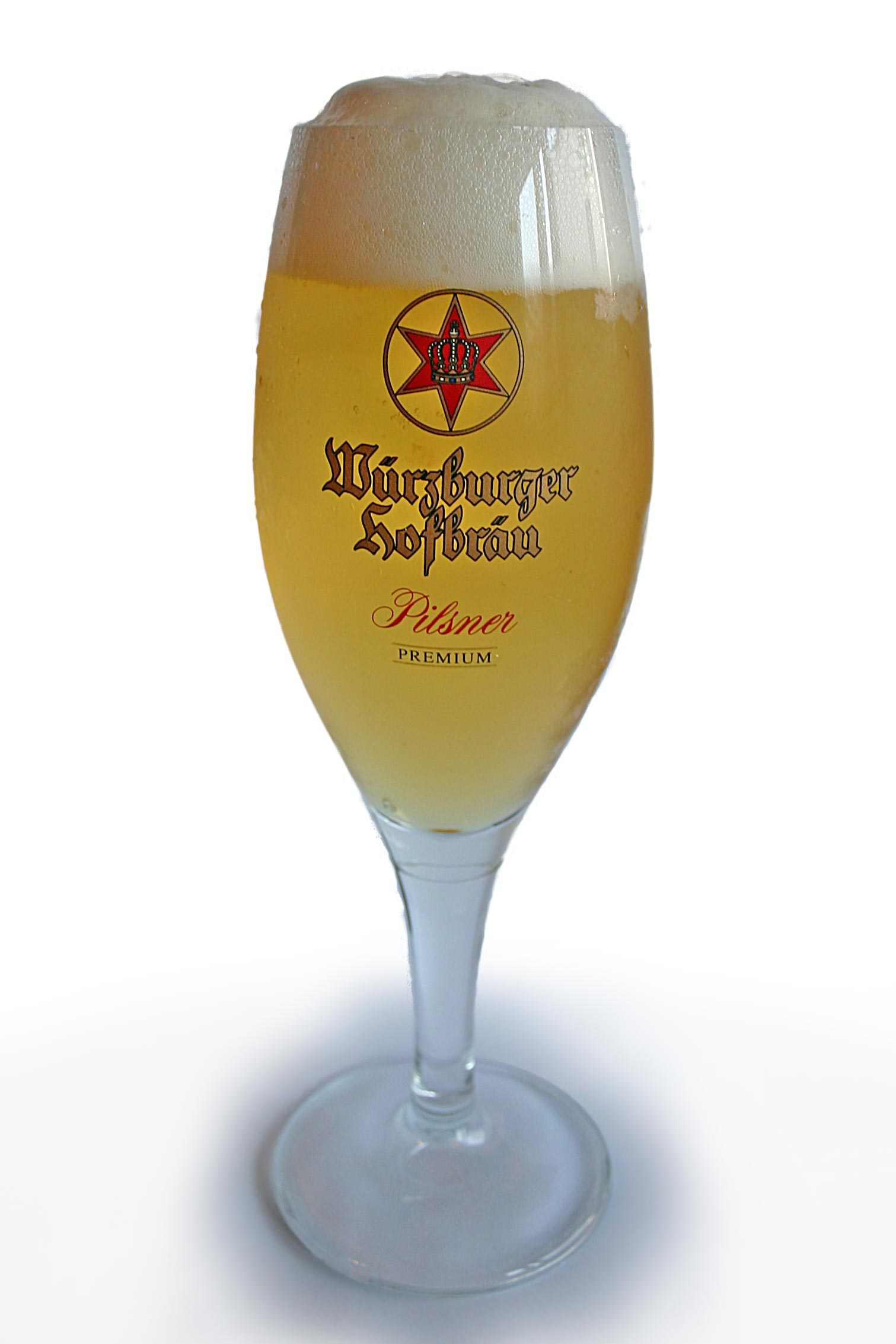
Ein Bier nach Pilsener Art

Bier ist in allen Teilen Deutschlands beliebt. Der Pro-Kopf-Konsum ist im europäischen Vergleich mit 102 Litern am dritthöchsten. Vor allem verbreitet ist das Pils, aber auch viele regionale Biersorten wie beispielsweise Helles, Kölsch, Märzen, Altbier, Weißbier oder Berliner Weiße sind beliebt. Eine Mischung aus Bier und Limonade wird im Süden als „Radler“ oder „Gespritztes“ und im Norden als „Alsterwasser“ bezeichnet.
Auch Wein ist in Deutschland beliebt. Deutsche Weine sind weltweit bekannt, insgesamt werden 16 Weinbauregionen unterschieden. Der Weinbau in Deutschland wurde von den Römern etwa im 2. Jahrhundert an der Mosel begonnen. Der deutsche Wein kommt vor allem aus den Gegenden entlang des Rheins, der Donau, des Mains, der Mosel, des Neckar, der Saale, der Unstrut und des Oberlaufs der Elbe (und bis 1945 auch von der mittleren Oder). Dabei sind Riesling, Müller-Thurgau (Rivaner), Silvaner, Spätburgunder und Dornfelder die bekanntesten deutschen Rebsorten. Weißwein wird manchmal auch mit kohlensäurehaltigem Wasser gemischt als Wein-Schorle getrunken.
Ebenso ist der Apfelwein (im Südwesten auch Viez bzw. Most genannt) sowie andere Obstweine in den Regionen Hessen, Rheinland-Pfalz, Saarland, Baden-Württemberg und anderen Obstanbaugebieten wieder in aufsteigender Tendenz. Seine Tradition kann ebenso lange wie die des Weines zurückverfolgt werden. Der Verbrauch von Schnaps ist in den vergangenen Jahrzehnten zurückgegangen, traditionell wurde vor allem in Norddeutschland sowie später in den Arbeitervierteln der Städte Kornbrand konsumiert, wobei im 19. Jahrhundert mit dem Kartoffelschnaps ein Höhepunkt erreicht wurde (vgl. Branntweinpest). In den letzten Jahrzehnten angestiegen ist hingegen der Verbrauch von Mischgetränken wie Alkopops und Cocktails.
In Deutschland wird außerdem häufig Kaffee getrunken, nicht nur zum Frühstück, sondern auch am Nachmittag in der Form von Kaffee und Kuchen. In Ostfriesland ist Tee sehr beliebt. Als nichtalkoholische Erfrischungsgetränke sind vor allem kohlensäurehaltiges Mineralwasser, Fruchtsäfte, die Mischung aus beidem, Fruchtschorle genannt, sowie Cola und Limonade beliebt. Als Spezi  wird eine Mischung aus Cola und Orangenlimonade bezeichnet. Gern werden auch Kreationen wie Eistee und verschiedene Mixgetränke getrunken.

## Regionale Küche

### Südwestdeutschland

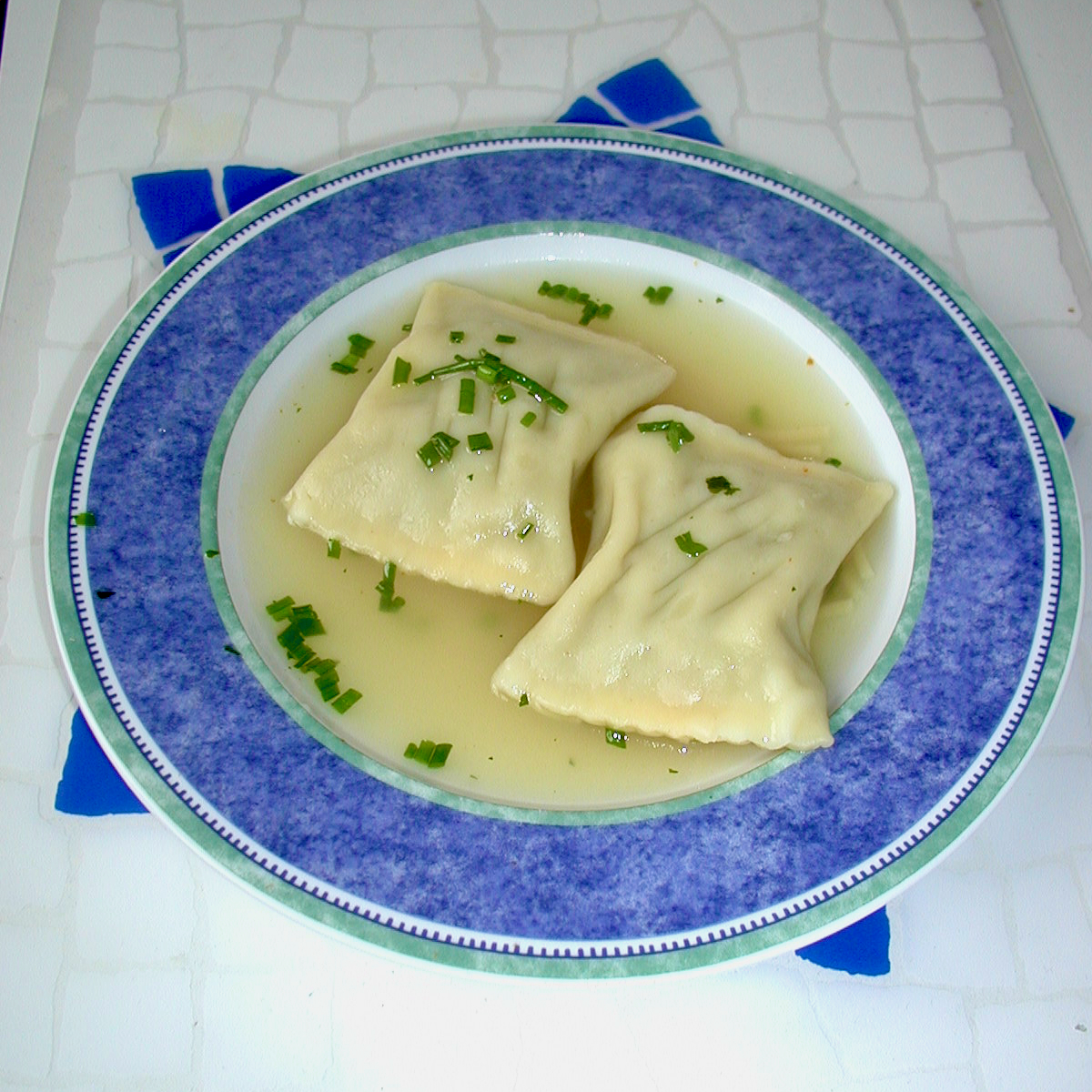
Maultaschensuppe

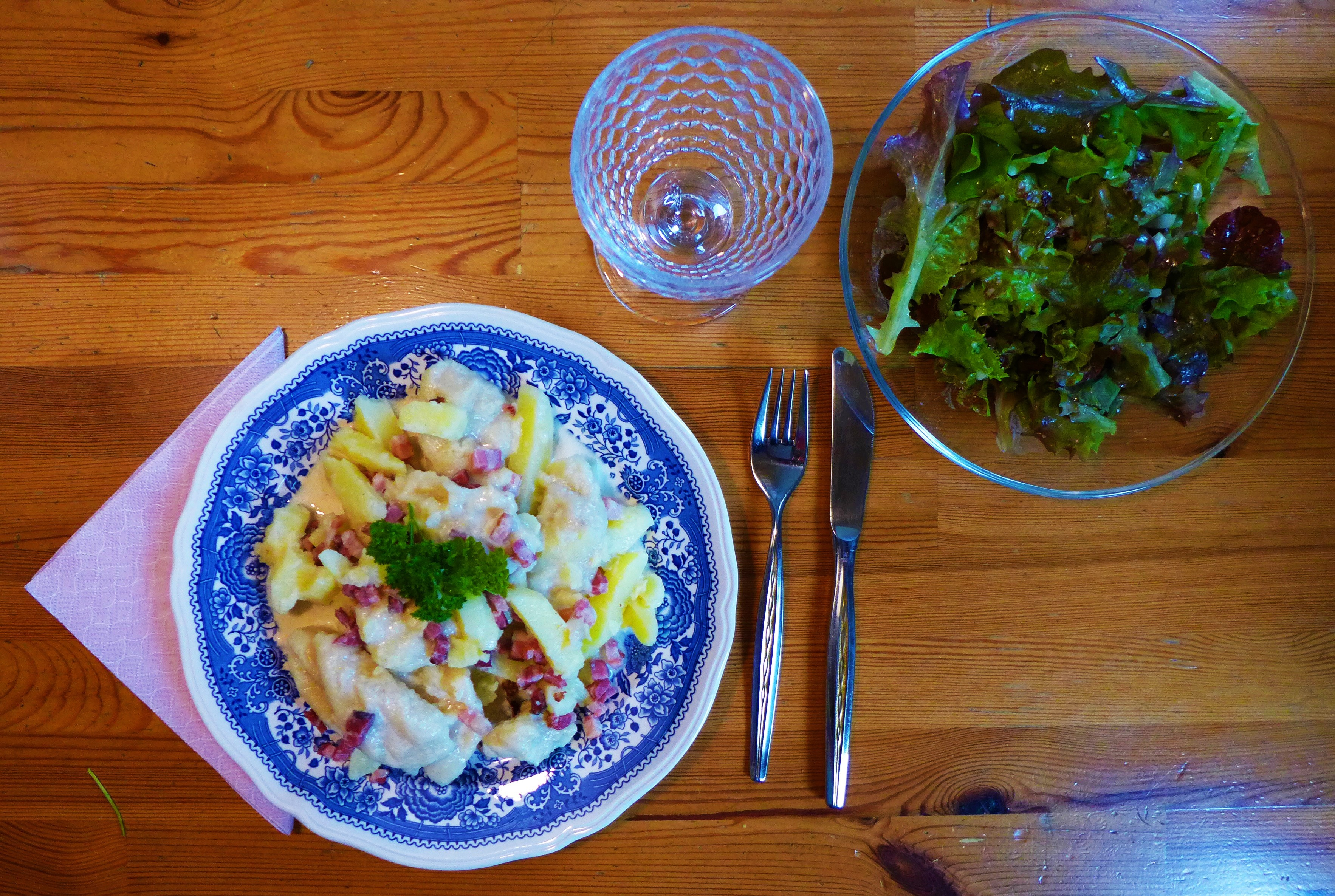
Geheirate mit Salatbeilage

Im äußersten Südwesten Deutschlands (Baden, Pfalz, Saarland) ist die Küche mit der des benachbarten Elsass verwandt. Flammkuchen und Riesling sind ebenso typisch wie der Dibbelabbes der Saarländer. Hier werden Schupfnudeln gegessen, die auch „Bubespitzle“ oder „Wargenudle“ heißen. Kirschen werden zum Kirschenmichel verarbeitet und das Sauerkraut mit Weißwein zubereitet. Bekannt ist der Pfälzer Saumagen, den der frühere Bundeskanzler Helmut Kohl bei Besuchen von Staatsgästen servieren ließ. Ein Wildgericht ist Rehrücken Baden-Baden. Als regionale Spezialität werden Weinbergschnecken angesehen; sie sind Bestandteil der Badischen Schneckensuppe.
In der saarländischen Küche sind traditionelle Gerichte zum Beispiel der Schwenker, gewürztes Schweinefleisch, das auf dem gleichnamigen Grill (Schwenkgrill) zubereitet wird. Beliebt als Wurstbeilage oder zu Brot ist die (regional: der) Lyoner. Als weitverbreitetes Gericht zählt auch Dibbelabbes, ähnlich einem Kartoffelpuffer, bestehend aus geriebenen Kartoffeln und Lauch, wahlweise mit oder ohne Speck. Weitere beliebte Gerichte sind beispielsweise Gefillde mit Speck-Rahm-Soße und Sauerkraut oder Salat, Geheirate (Mehlklöße und Kartoffelstifte), Hoorische oder Bohnensuppe.
Die schwäbische Küche kennzeichnet der Übergang von dieser französisch inspirierten Küche zur bayerisch-österreichischen Küche. Spätzle sind der Begleiter zahlreicher Gerichte wie des Zwiebelrostbratens, wenn sie nicht wie bei Kässpätzle oder bei Linsen mit Spätzle zum Hauptbestandteil werden. Maultaschen und Gaisburger Marsch sind wie der Schwäbische Wurstsalat und „Sulz“ und der oft mit Brägele (Bratkartoffeln) gegessene Ochsenmaulsalat Gerichte, die ihren Ursprung in Schwaben haben. Bekannt, wenn auch nicht mehr so verbreitet wie früher, sind Innereien wie Leber und Nieren, Kutteln und Bries. Am Bodensee wird Süßwasserfisch, vor allem Kretzer und das Felchen, geschätzt.

### Bayern

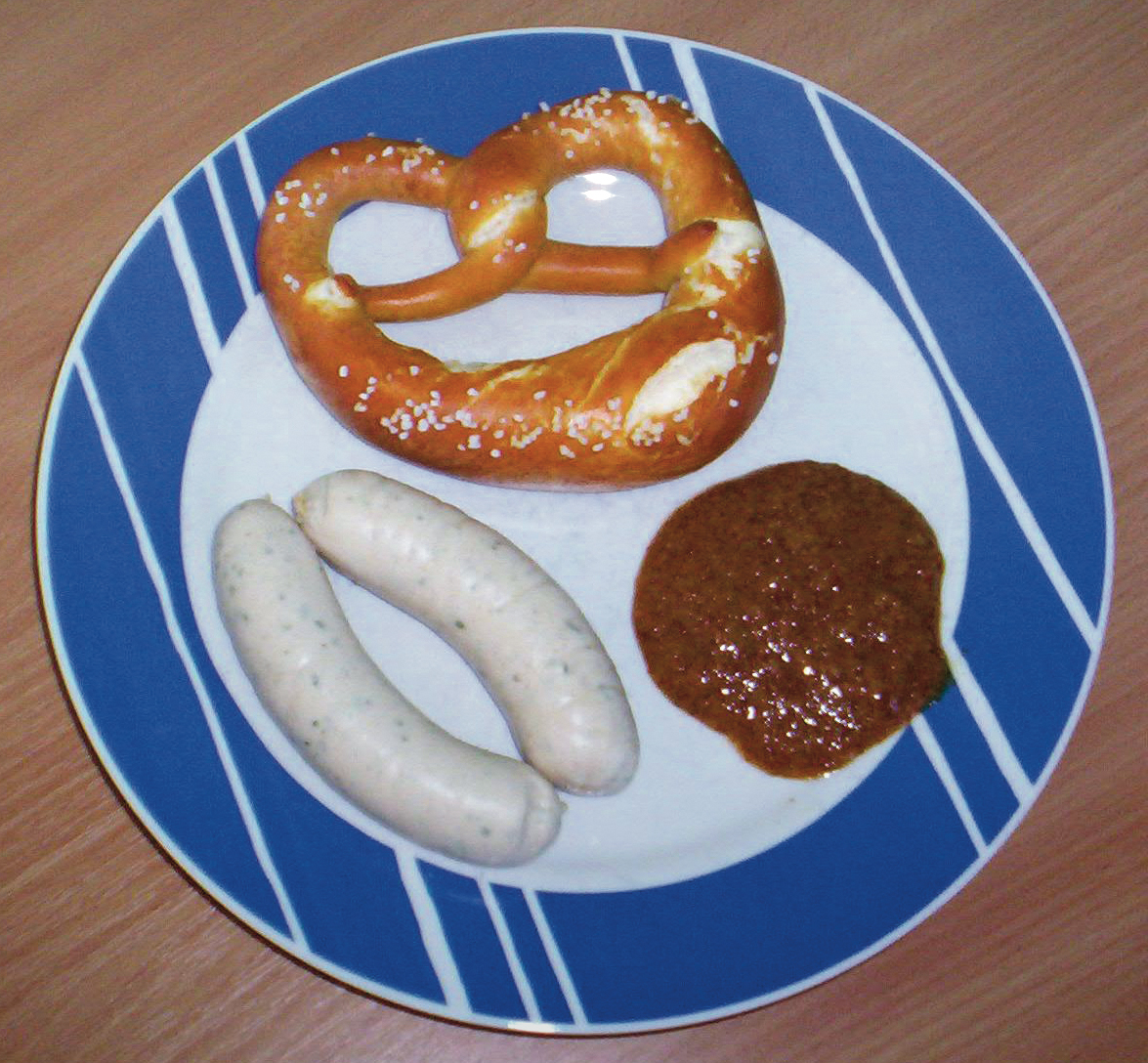
Weißwürste mit Brezel und süßem Senf

Die bayerische Küche ist durch die kulturelle und regionale Nähe verwandt mit der böhmischen und der Küche in Österreich.
Eine reiche Palette an Mehlspeisen und Knödelgerichten wie Dampfnudeln, Germ-, Zwetschgen-, Semmel- und Leberknödel sind Beispiele dafür. Typisch sind die Fleischgerichte wie der bayerische Schweinsbraten mit Kruste, Reiberknödel (Kartoffelknödel) und Krautsalat oder das Boeuf ala mode.
Kennzeichnend für die bayrischen Essgewohnheiten ist das zweite Frühstück, zu dem traditionell Weißwürste, Leberkäse oder Kronfleisch gegessen wird. Weißwurst und Leberkäse werden mit süßem Senf und Brezeln gegessen, zum Kronfleisch wird geriebener Kren (Meerrettich) und kräftiges Brot serviert. Oft wird dazu ein Helles oder ein Weißbier getrunken.

### Franken

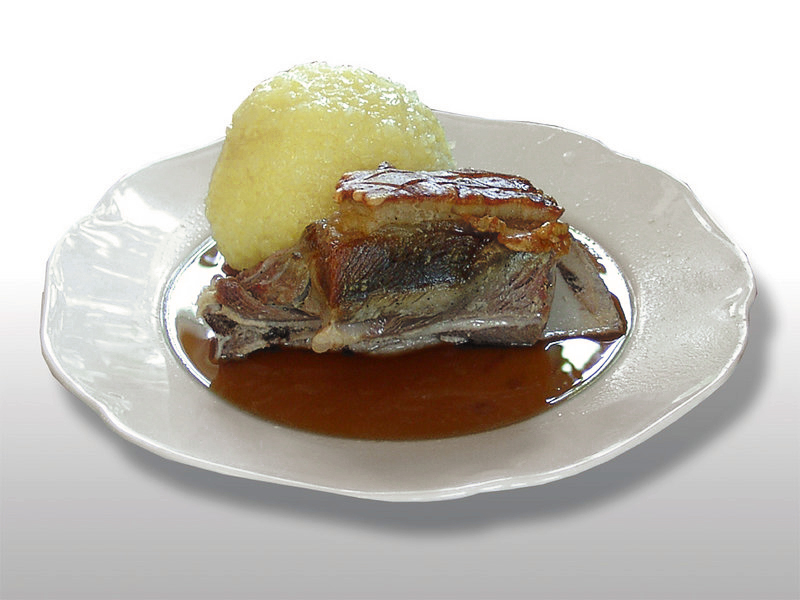
Fränkisches Schäufele

Die fränkische Küche ist vor allem für ihre Nürnberger Lebkuchen und Bratwürste sowie ihre große Biervielfalt bekannt. Zu den Würsten wird meist ein deftig angemachter „Grumbernzelod“ (Kartoffelsalat) gegessen. Die Franken essen Bratwurst auch als Blaue Zipfel, schätzen das Nürnberger Gwärch, den Aischgründer Spiegelkarpfen, Schweinebraten oder Schäufele mit Kartoffelklößen und die Bamberger Zwiebeln sowie zum Kaffee Knieküchle oder Streuselkuchen. Beliebt sind auch Krapfen gefüllt mit „Hiffenmark“ (Hagebutten-Marmelade).

### Hessen

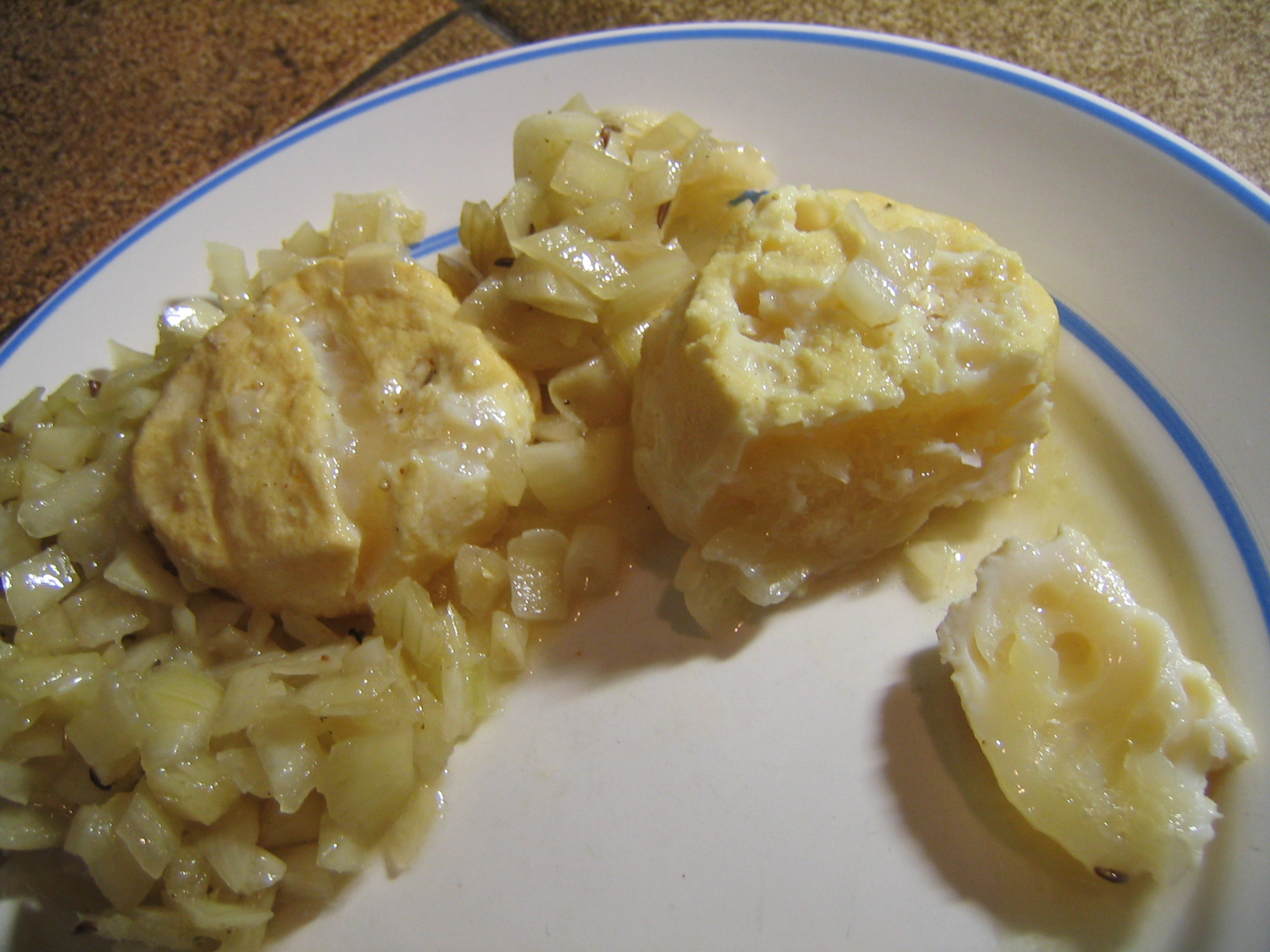
Handkäse mit Musik

Als typisch für die südhessische Küche gilt, was in einer traditionellen Frankfurter Apfelweinkneipe serviert wird. Dort hat der Gast als Begleiter zum Apfelwein die Auswahl zwischen dem in einer Essigmarinade angemachten Handkäse, der mit feingehackten Zwiebeln und Kümmel serviert wird („Handkäs mit Musik“), Frankfurter Grüner Soße mit Pellkartoffeln, Frankfurter Rippchen mit Sauerkraut und Kartoffelpüree oder Frankfurter Rindswurst, die er mit einem Stück kräftigem Brot und Senf oder geriebenem Meerrettich essen kann. Bethmännchen sind ein Frankfurter Gebäck, das zur Adventszeit gegessen wird. Von Frankfurt aus in den Süden wird besonders im Odenwald der Kochkäse verbreiteter, ein aus Quark hergestellter Käse. Entgegen seinem Namen wird er nicht gekocht. Dieser milde Käse, der leicht zerläuft, wird im Allgemeinen auf oder mit Schnitzel oder Bauernbrot gegessen.
Die nordhessische Küche hat eigene Spezialitäten. Dies sind zum Beispiel Ahle Wurst, Weckewerk, Speckkuchen und Duckefett. Grüne Soße ist in Nordhessen beliebt, sie wird mit einer anderen Kräutermischung hergestellt als in Frankfurt.

### Rheinland und Bergisches Land

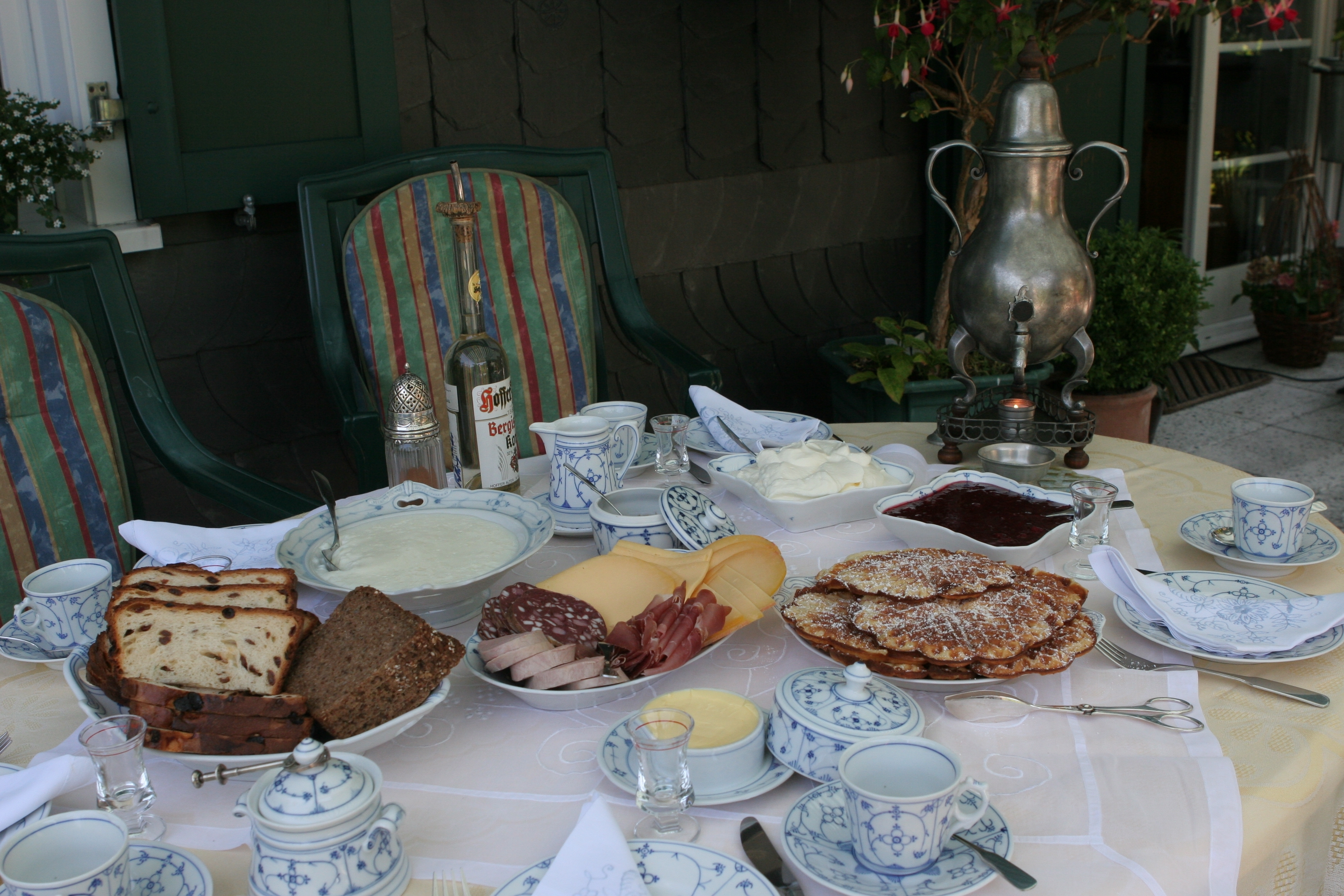
Bergische Kaffeetafel

Die Rheinische Küche wird einerseits geprägt durch die Nähe des frankophonen Teil Belgiens, Flanderns und der Niederlande und damit der Küste sowie zum anderen von den Besonderheiten des Rheinlandes. Die Kölner bringen nicht nur ihre alte Vorliebe für Pferdefleisch mit (dem traditionellen Hauptbestandteil des Rheinischen Sauerbratens), sondern die Begleiter zum Kölsch wie der halve Hahn (Roggenbrötchen mit mittelaltem Gouda) und Kölsche Kaviar (Blutwurst mit Zwiebeln). Genauso geschätzt werden Miesmuschelgerichte, die berühmte Bergische Kaffeetafel des Bergischen Landes, Schnippelbohnensuppe, Pfannkuchen, Reibekuchen und Himmel un Ääd.

### Nordwestdeutschland

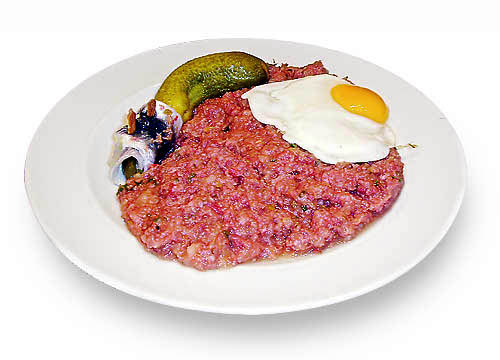
Labskaus mit Spiegelei, Gewürzgurke und Rote Bete

Der Nordwesten Deutschlands (Hamburg, Niedersachsen, Bremen, Schleswig-Holstein, Westfalen) wird geprägt durch die jeweilige Nähe zum Meer und die Marsch- und Geestlandschaften. Traditionell verzehrten vor allem die Einwohner der küstennahen Städte, sowie die Fischer selbst, größere Mengen von Speisefisch, wie Scholle, Hering und Kabeljau, dazu Meeresfrüchte, wie Krabben. Der Hamburger Pannfisch, einstmals preiswertes Resteessen der Hafenarbeiter, wurde überregional bekannt und gilt mittlerweile als typisch norddeutsch. Obwohl er (bis auf einen als Beilage gereichten Rollmops) keinen Fisch enthält, gilt der Labskaus als ein typisches Essen der Seeleute und Nordseefischer. Schon wenig weiter landeinwärts basiert die Küche im Wesentlichen auf den landwirtschaftlichen Produkten vor Ort, wozu gelegentlich Süßwasserfische wie Hecht und Aal kommen.
Die Grundlagen der Hauptmahlzeit bilden vor allem Kartoffeln und Kohl, früher auch Steckrüben, die in anderen Regionen Deutschlands oft nur als „Schweinefutter“ galten. Brot aus Roggen ist hier charakteristisch, ebenso Buchweizengerichte, besonders in moorigen Regionen und auf den leichten Sandböden in Holstein oder der Lüneburger Heide (beispielsweise Holsteiner Buchweizenklöße). Weizenmehl findet weniger Verwendung, meist nur in den fruchtbaren Marschgebieten, zum Beispiel als Klüten und Dithmarscher Mehlbeutel.
Sowohl das Fleisch von Rind und Schwein, als auch Fisch, werden zur Haltbarmachung meist geräuchert. Deftige Würste wie Bregenwurst und Kohlwurst sind typisch sowie eine häufige Verwendung von Speck, beispielsweise als Specksoße zu Fisch und im gekochten Grünkohl. Bekannt sind die Grünkohlessen, zu denen meist Pinkelwurst gereicht wird.

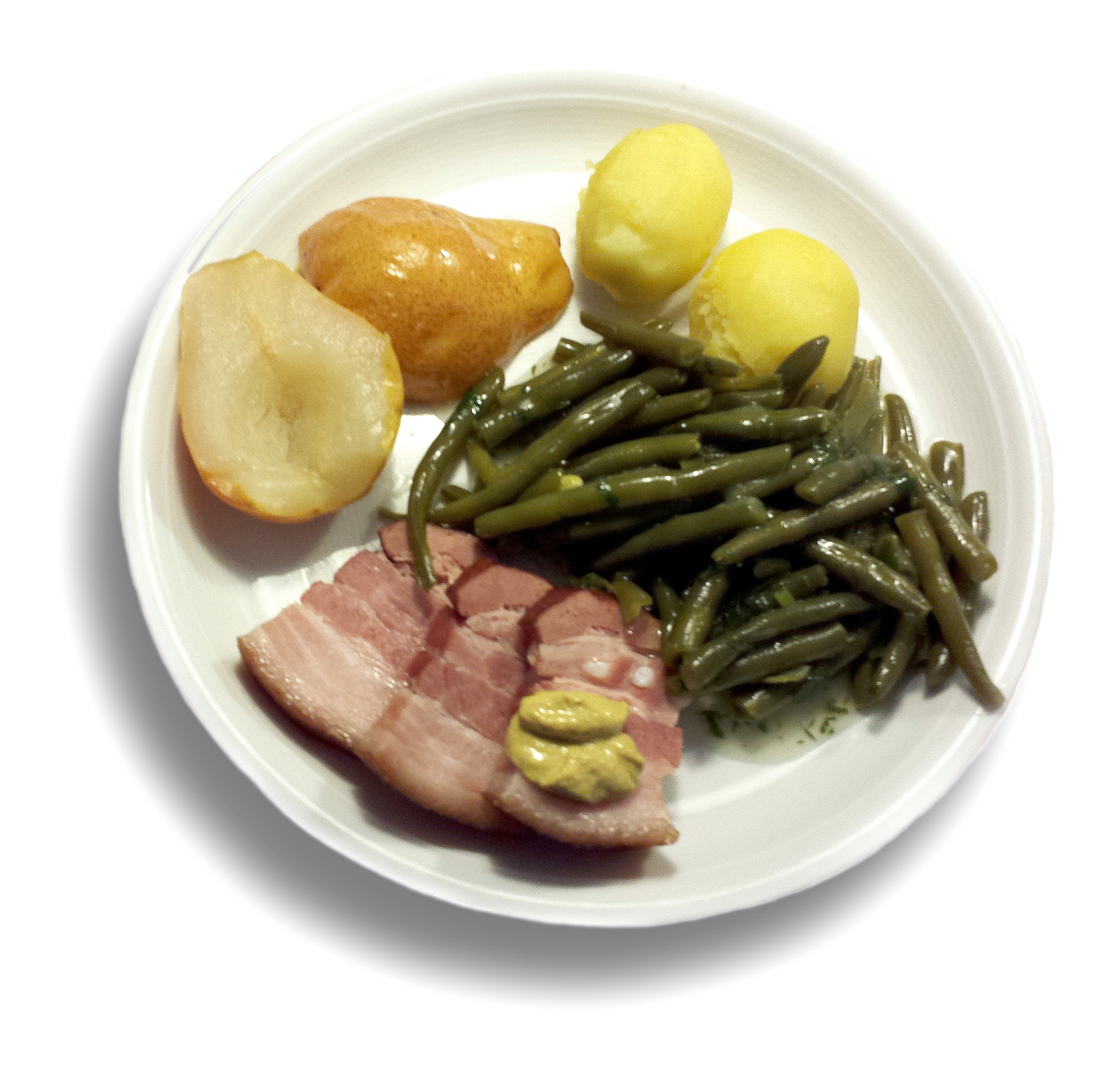
Birnen, Bohnen und Speck

Typisch für die Region sind Eintöpfe, in denen oft salzig-deftige Zutaten mit dem fruchtig-süßen Aroma von Obst und Backobst verbunden werden. Hierzu gehören Gerichte wie Birnen, Bohnen und Speck und Hamburger Aalsuppe. Daneben sind Steckrübeneintöpfe, wie Lübecker National, und Snuten un Poten noch beliebt. Im Sommer werden leichtere Obst- und Früchtesuppen mit Grießklößen bevorzugt, daneben auch Milchsuppen und Früchtepfannkuchen oder beispielsweise Birnen mit Kloß („Birn’ un’ Klütje“).
Traditionelles Dessert ist die Rote Grütze, die mit Milch oder einer leicht angeschlagenen Sahne serviert wird. Bekannte Gebäcke aus dieser Region sind der braune Kuchen, der Kopenhagener sowie der Butterkuchen und das Franzbrötchen. Aus dieser Region stammt der Pharisäer, ein Getränk aus Kaffee und Rum.
Ohne die Verbindung zum Meer ist die Küche der Region Westfalen-Lippe recht fischlos, die typischen Gerichte bestehen vor allem aus dem, was die Landwirtschaft produziert. Zu nennen wären Pickert, Westfälischer Schinken, Pfefferpotthast, Blutwurstvariationen, Hasenpfeffer, Panhas und Pumpernickel.
Als herausragend sollte noch die alljährliche Spargelernte erwähnt werden, zu dem traditionell geschmolzene Butter und Kartoffeln gereicht werden.

### Nordostdeutschland

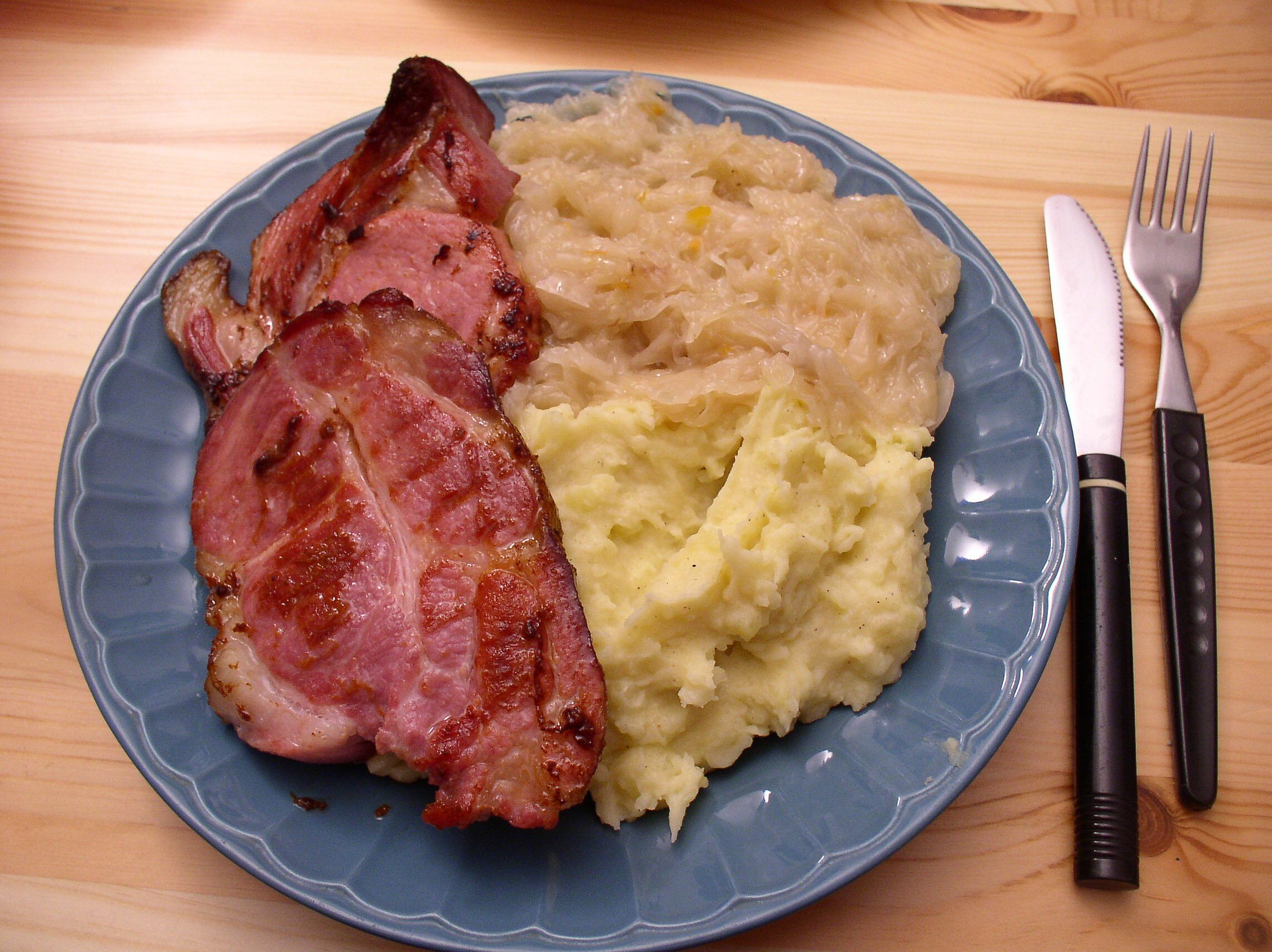
Kasseler mit Sauerkraut und Kartoffelpüree

Die Küche im Nordosten Deutschlands, die Mecklenburgische Küche, Pommersche Küche, Brandenburgische Küche und Berliner Küche ist deftig und von den Nachbarküchen wie der schlesischen und der Küche Ostpreußens beeinflusst – z. B. Königsberger Klopse.
Typisch für die Berliner Küche sind Eisbein, Kasseler, Bockwurst, Bulette und Currywurst. Gerichte aus Ost- und Südosteuropa wie Soljanka oder Letscho sind hier seit DDR-Zeiten bei deren Bewohnern sehr populär. Hinzu kommen aber auch die traditionellen Fischgerichte, besonders an der Ostsee (Dorsch), an den mecklenburgischen und brandenburgischen Binnenseen oder im Spreewald (Hecht, Zander und Forelle).
Ferner spielen Kartoffeln, Rüben, Spreewaldgurken und Wildgerichte eine größere Rolle. Speziell Brandenburg ist berühmt für Torten und Kuchen (beispielsweise Plinse, Eierkuchen, Windbeutel und Klemmkuchen). Dabei ist besonders im Spreewald der sorbische Einfluss vorhanden.

### Sachsen, Sachsen-Anhalt und Thüringen

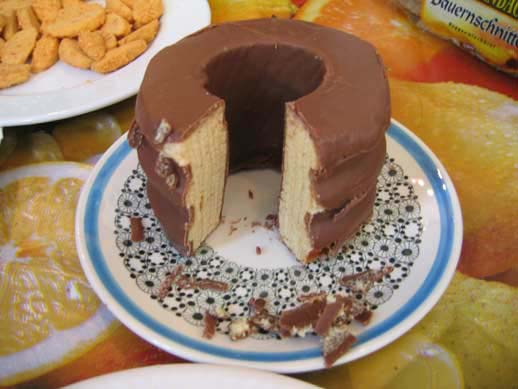
Baumkuchen

Bekannt sind aus Sachsen, Thüringen und Sachsen-Anhalt vor allem deftige Gerichte und das Bier. Da die Magdeburger Börde, die Leipziger Tieflandbucht, das Thüringer Becken und das Mittelsächsische Hügelland von der Bodenqualität her landwirtschaftlich begünstigte Gebiete sind, findet sich in der ostdeutschen Küche ein breites Angebot an Gemüse und Obst.
Sachsen-Anhalt
ist die Heimat der Halberstädter Würstchen und verschiedener Konditoreiwaren wie dem Salzwedeler Baumkuchen. Die Gebiete im Norden des Bundeslandes besitzen (mit Spargel- und Kohlgerichten) ähnliche Regionalküchen wie das benachbarte Niedersachsen und Brandenburg. Der Harz ist ferner bekannt für seinen Wildreichtum und den Harzer Käse. Im Süden findet länderübergreifend Weinbau statt. Die nördliche Lage erlaubt die Produktion säurebetonter, spritziger Sorten wie Weißburgunder. In Freyburg (Unstrut) ist Deutschlands größter Sektproduzent, die Rotkäppchen-Mumm Sektkellereien, zu Hause.
Thüringen
„Küchennachbarn“ der Thüringer sind Franken und Hessen. Von hier kommen die Thüringer Klöße und die Thüringer Rostbratwurst, der Mutzbraten, sowie das Rostbrätel. Teigwaren und Klöße sind ebenso beliebt wie Kartoffeln. Sehr beliebt ist Gehacktes. Bekannt ist Thüringen für seine unzähligen und aus dem bäuerlichen Bereich stammenden Kuchen. In den Tälern von Saale und Ilm nördlich von Jena wird grenzübergreifend zu Sachsen-Anhalt Weinanbau mit Zentrum in Bad Sulza betrieben. Thüringer bevorzugen eher Bier als Beigetränk.
Sachsen
Hier sind, ähnlich wie bei deren „Küchennachbarn“ in Thüringen, Teigwaren und Klöße oder eher böhmische Knödel gleichermaßen beliebt wie Kartoffeln. Weiterhin beeinflusst ist Sachsen von der österreichischen, böhmischen und schlesischen Küche. Über die Landesgrenzen hinaus bekannt sind das Leipziger Allerlei und der Dresdner Stollen, ein Weihnachtsgebäck aus Dresden. Die kulturelle Nähe zu Österreich (über die böhmische Grenze) zeigt sich in einer ausgeprägten Liebe zu Kaffeespezialitäten, feinem Gebäck und der Kaffeehaustradition im Allgemeinen. Bekannt sind sächsische Regionen und Städte für die Quarkkäulchen, Dresdner und Freiberger Eierschecken, Leipziger Lerchen, Meißner Fummeln, gekochtes Eisbein, sächsische Kartoffelsuppe und den sächsischen Sauerbraten. Zu den weltweit bekannten erzgebirgischen Weihnachtsbräuchen zählt das so genannte Neunerlei (mundartlich: Neinerlaa). Bekannt sind die Elbweine aus Sachsen, obwohl die Sachsen selbst eher das Biertrinken bevorzugen.
Traditionell überliefert und Sachsen zugeschrieben, spielten früher die der polnischen Küche verwandten Flecke in der einfachen Küche eine Rolle. Unter Einfluss der sorbischen Bevölkerung hat das Gericht Quark mit Leinöl aus der „armen Küche“ bis zum Erzgebirge große Popularität erlangt und gilt als lokale Spezialität.

### Schlesien

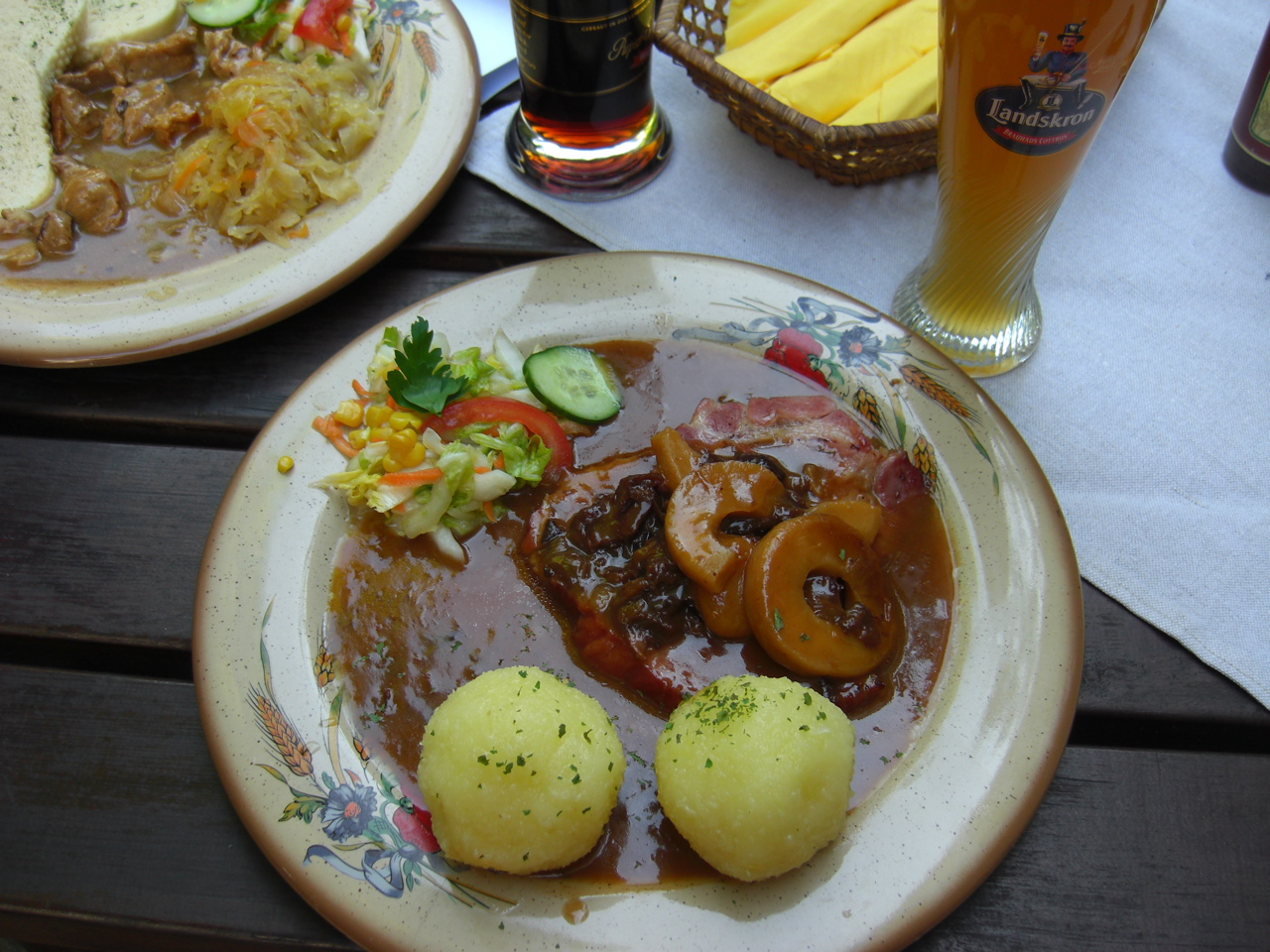
Schlesisches Himmelreich

Ein typisches Gericht aus Schlesien ist das Schlesische Himmelreich, ein Fleischgericht mit Backobst. Die schlesische Wellwurst, rustikale Kesselsülze oder pfannengebratene Landleberwurst gehören zu den lokalen Wurstspezialitäten. Auch eine Vielfalt von regionalen Gebäcken wird angeboten. Schlesischer Mohnkuchen, Schlesischer Butterdrückstreuselkuchen, Schlesischer Streuselkuchen, die so genannte Liegnitzer Bombe und Neißer Konfekt gehören zum Angebot einiger regionaler Bäckereien. Heiligabend gibt es Schlesische Weißwurst mit Sauerkohl und Kartoffeln, als Nachtisch Mohnklöße und am ersten Weihnachtsfeiertag Gans mit Rotkohl und Schlesische Kartoffelklöße.